# 潘庸秉
潘庸秉（1900年—1961年），男，江西波阳人，中国陶瓷美术家，曾任中国美术家协会理事，江西省美术家协会副主席。